# 모라동
모라동(毛羅洞)은 부산광역시 사상구에 위치하고 있는 동이다.

## 유래
모라의 지명은 조선시대 동래부지에 사천면 상단 모라리와 뒤에 사상면 모라촌으로 나와 있다. 모라동 지역은 삼한 시대부터 마을을 이루고 살던 곳인데, 주로 '마을'이라는 한국어의 고어(古語, 옛말)인 '모라'라는 말이 지금까지 이어져 오고 있다. 모라는 마을이라는 의미와 함께 마을의 중대사를 논하는 집회소라는 의미를 함께 가진다. 또한 모라 지역은 산 아래 낙동강 퇴적물이 쌓이는 곳이므로, '모래개', '몰개'라는 말에서 유래하여 넓은 땅이라는 의미의 '라'(羅)와 함께 '모라'가 되었다고 해석하기도 한다.

## 역사
- 1963년 1월 1일 부산직할시 승격과 함께 부산직할시 부산진구 모라동으로 개편.
- 1978년 2월 15일 부산진구가 북구로 분구하면서 부산직할시 북구 모라동으로 개편.
- 1995년 1월 1일 부산직할시의 부산광역시로의 명칭변경으로 부산광역시 북구 모라동으로 변경.
- 1995년 3월 1일 북구가 사상구로 분구하면서 부산광역시 사상구 모라동으로 개편.
- 2008년 1월 1일 모라2동을 모라1동에 합동하여 모라1동과 모라3동이 있다.

## 지형
동쪽에 백양산이 위치하고 있어 지형이 가파르다.(모라3동)

## 개발
처음에는 농촌지역이었으나, 1970 ~ 1980년대에 삼락천을 중심으로 대규모 공업단지가 조성되었으며, 1980년대 후반부터 2000년대 초까지 대규모 아파트단지가 형성되었다. 주요 아파트단지로는 모라1동에는 모라우성아파트, 모라동원아파트, 모라우신아파트, 모라삼정그린코아, 모라벽산아파트 등이 있다. 모라3동에는 모라주공아파트 1~4단지(1,3단지 : 임대주택, 2,4단지 : 일반주택)가 건설되었으며 1990년대 모라주공아파트 2단지가 백양그린아파트로 변경되어 현재에 이르고있다. 부산에서 시외곽으로 이동하기에 편리한 대표적인 지역이다.
| 단지명    | 건설사   | 시행사         | 주소                      | 입주       | 비고 |
| --------- | -------- | -------------- | ------------------------- | ---------- | ---- |
| 모라 벽산 | 벽산건설 | 대한주택보증㈜ | 사상구 백양대로934번길 84 | 2001년 9월 |      |

## 관공서, 주요시설
- 부산북부소방서 모라파출소
- 부산모라3동우체국
- 부산모라동우체국
- 모라1동 치안센터
- 모라3동 치안센터
- 사상구 장애인 복지관
- 백양종합사회복지관

## 교육 기관
- 모덕초등학교
- 모산초등학교
- 모동초등학교
- 모라초등학교
- 모라중학교
- 모동중학교

## 교통
경부선 철도가 지나가며 부산 도시철도 2호선이 1999년 6월 30일 개통되어 모라역이 위치한다.
남해고속도로나 신대구부산고속도로를 통해 부산 도심으로 들어가는 길목에 위치하여 시외곽 및 도심으로의 교통이 매우 편리한 곳이다. 도시고속도로인 관문대로가 모라동을 경유하며 백양터널의 기점이다. 백양터널 경유시 서면 및 부산시청까지 10여분 거리이며, 백양터널, 수정터널 경유시 부산역까지 20분 거리이다. 사상로와 백양대로또한 모라동을 경유한다. 